# Municipio di Hong Kong
Il municipio di Hong Kong (Hong Kong City Hall in inglese, 香港大會堂 in cinese) è un edificio situato a Edinburgh Place nel quartiere di Central a Hong Kong.
Essendo Hong Kong una regione amministrativa speciale e non una normale città cinese non vi è alcun sindaco o consiglio cittadino; pertanto, diversamente dalla maggior parte dei municipi del mondo, il municipio della città non ospita gli uffici dell'amministrazione cittadina. Al contrario, si tratta di un complesso che fornisce diversi servizi municipali, ospitando eventi e biblioteche.

## Storia

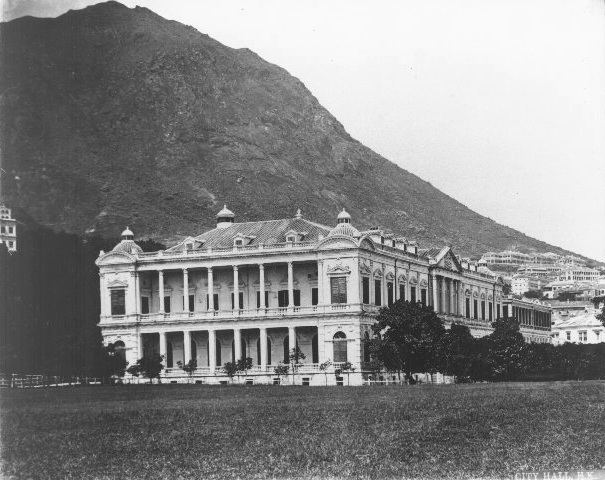
Il municipio di Hong Kong (1875)

Il primo municipio di Hong Kong, esistito dal 1869 al 1933, si ergeva laddove oggi si trovano la sede centrale della HSBC e l'edificio della Bank of China. Progettato dall'architetto francese Achille-Antoine Hermitte, venne inaugurato dal principe Alfredo, duca di Edimburgo, con una cerimonia tenutasi il 28 giugno 1869.
L'attuale municipio venne invece costruito negli ultimi anni 50 su un terreno appena sottratto al mare di 10.000 metri quadri a circa 200 metri dal sito del vecchio municipio. Inaugurato il 2 marzo 1962, il nuovo municipio è classificato come un edificio storico di primo grado dal 2009.

## Galleria d'Immagini

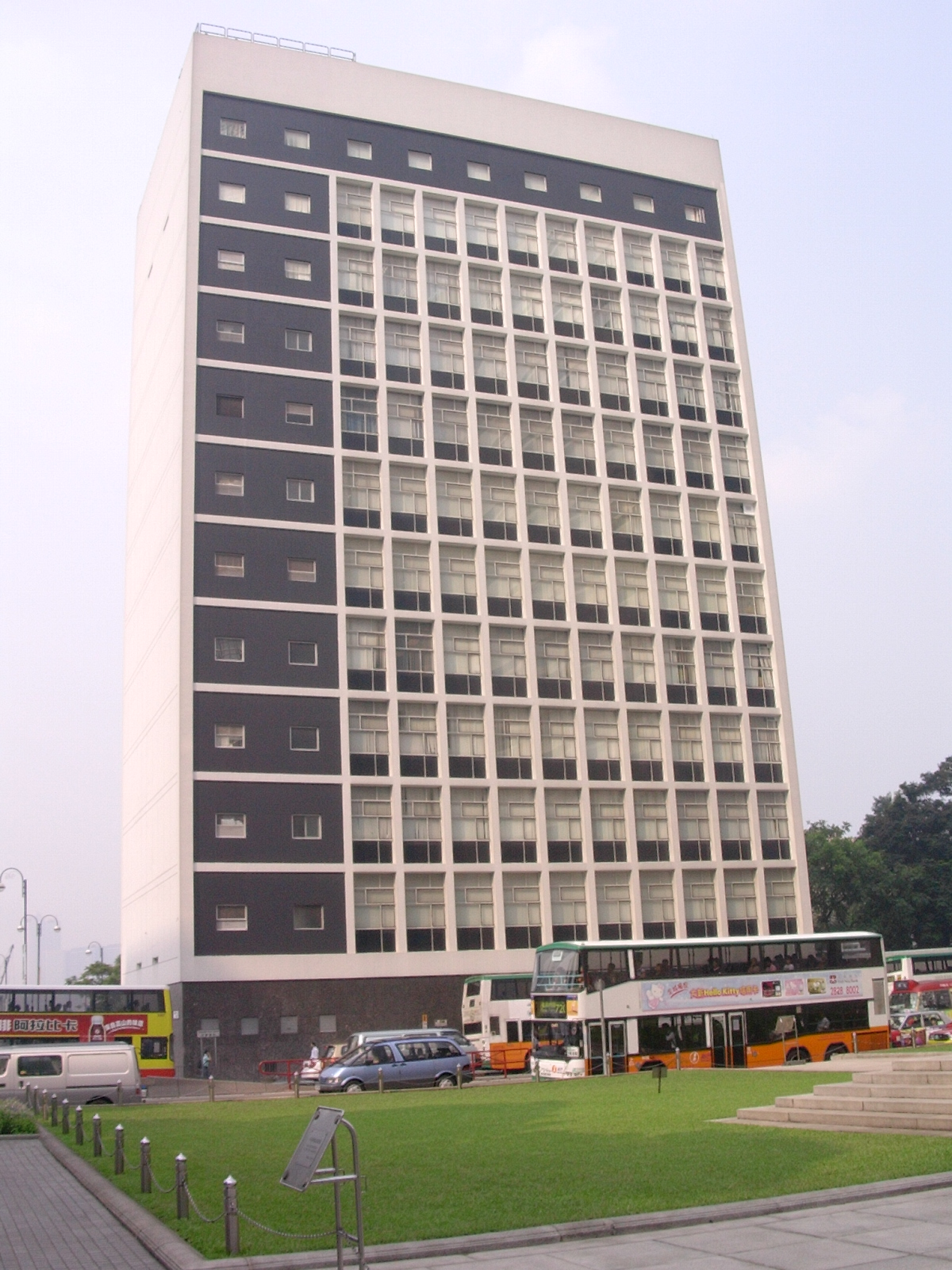
Il municipio visto dalla piazza.